# Oscar Robertson
Oscar Palmer Robertson (Charlotte, Tennessee; 24 de noviembre de 1938) es un exjugador de baloncesto estadounidense que disputó catorce temporadas en la NBA en los años 60, jugando con Cincinnati Royals y Milwaukee Bucks. Con 1,96 metros de estatura y 100 kilos de peso, jugaba en la posición de base.
Robertson fue doce veces All Star, 9 veces incluido en el mejor quinteto de la liga, 2 en el segundo y una vez nombrado Jugador más valioso de la NBA, en las 14 temporadas que disputó como profesional. Junto con Russell Westbrook, ha sido el único jugador de la historia de NBA en promediar un triple-doble a lo largo de una temporada, y está considerado como uno de los mejores y más versátiles jugadores de la historia de la NBA. Fue conocido con el sobrenombre de "The Big O" (El gran "O").

Por sus logros como jugador, Robertson fue incluido en el Basketball Hall of Fame en 1980, y fue votado como uno de los 50 mejores jugadores de la historia de la NBA en 1996. La Asociación de Periodistas de Baloncesto de Estados Unidos decidió usar su nombre para renombrar los premios al jugador más valioso del baloncesto universitario, reconvirtiéndolo en el Oscar Robertson Trophy en 1998. Además, fue una de las cinco personas que inauguraron el Salón de la Fama del Baloncesto Universitario en 2006.
Robertson también lideró la que se denominó Oscar Robertson suit, en 1970, un movimiento sindical que impuso a la liga importantes reformas en lo que a agentes libres y reglas del draft se refiere, lo que conllevó un aumento de los salarios de los jugadores.

## Trayectoria deportiva

### High School y universidad
Robertson pasó su infancia en un barrio pobre y segregado de Indianápolis, donde se trasladó con cuatro años de edad, en el seno de una familia con tan pocos recursos que no pudieron comprarle un balón de baloncesto para practicar con él, y teniendo que fabricarse uno a base de una pelota de tenis envuelta en tiras de goma. Sin embargo, al llegar al instituto de Attucks, un centro educativo solo para afroamericanos, pudo demostrar su gran habilidad, llevando a su equipo en su primer año a los cuartos de final del campeonato estatal que finalmente ganaría la escuela de Milán, historia que fue la base de la película Hoosiers protagonizada por Gene Hackman en 1986. Posteriormente ganaría dos campeonatos estatales consecutivos en 1955 y 1956, siendo la primera ocasión en la que una escuela con todos sus jugadores negros ganaba un campeonato del estado de Indiana. Pero las celebraciones no fueron excesivas, ya que las autoridades locales los condujeron a las afueras de la ciudad porque, según confesó Robinson al periódico Indianapolis Star, "dijeron que los negros iban a destrozar el centro de la ciudad". Fue seleccionado en tres ocasiones en el mejor quinteto del estado, y en 1955 nombrado Indiana Mr. Basketball tras promediar 24,0 puntos por partido.
Más de 30 centros universitarios intentaron reclutarlo, eligiendo finalmente la Universidad de Cincinnati, entonces un centro privado con muy pocos estudiantes de color, y que le permitía alternar sus entrenamientos con sus estudios de dirección de empresas. Durante su estancia en el centro, consiguió 14 récords de la NCAA, y en los tres años que compitió fue votado como mejor universitario del año, liderando las estadísticas nacionales en anotación (33,8 puntos por partido), a los que añadió 15,2 rebotes y 7,1 asistencias. Fue nombrado en sus tres temporadas All-American, estableciendo 14 récords de la NCAA y 19 de su universidad.
En el total de su etapa colegial llevó a su equipo a un balance de 79 victorias y 9 derrotas, llegando en dos ocasiones a la Final Four, pero resistiéndosele el título de campeón, un fenómeno que se repetiría a lo largo de su carrera profesional. Cuando Robertson dejó la universidad, lo hizo liderando la clasificación histórica de la NCAA de máximos anotadores, lo que mantuvo hasta que fue superado por su compañero en el Basketball Hall of Fame Pete Maravich, en 1970.
Sufrió en su propia piel el racismo de aquella época. Era el quinto jugador negro de la historia de la Universidad de Cincinnati, y cuando tenían que viajar a ciudades con segregación racial a menudo debía alojarse en dormitorios escolares en vez de en hoteles. Décadas después obtuvo el reconocimiento de la prensa al dar su nombre al premio al mejor jugador universitario del año, que ganó en sus dos primeras ediciones. Se graduó en 1960.

### Selección de Estados Unidos
Participó con la Selección de baloncesto de Estados Unidos en los Juegos Panamericanos de 1959, ganando el oro. Un año más tarde fue de nuevo convocado por su selección para participar en los Juegos Olímpicos de Roma 60, siendo el capitán junto con Jerry West. El equipo que se formó está considerado como uno de los mejores de la historia, con diez de los doce jugadores acabando en profesionales. Robertson jugaba de alero titular, aunque también ocupó el puesto de base. Lideró al equipo en anotación junto a Jerry Lucas, ganando sus 9 partidos por un margen de más de 40 puntos de ventaja de promedio y consiguiendo de nuevo la medalla de oro. Además de los mencionados, en el equipo había jugadores de talento como Walt Bellamy, Bob Boozer o Terry Dischinger.

### NBA

#### Cincinnati Royals (1960-1970)

##### 1960-1961: Acaparando premios

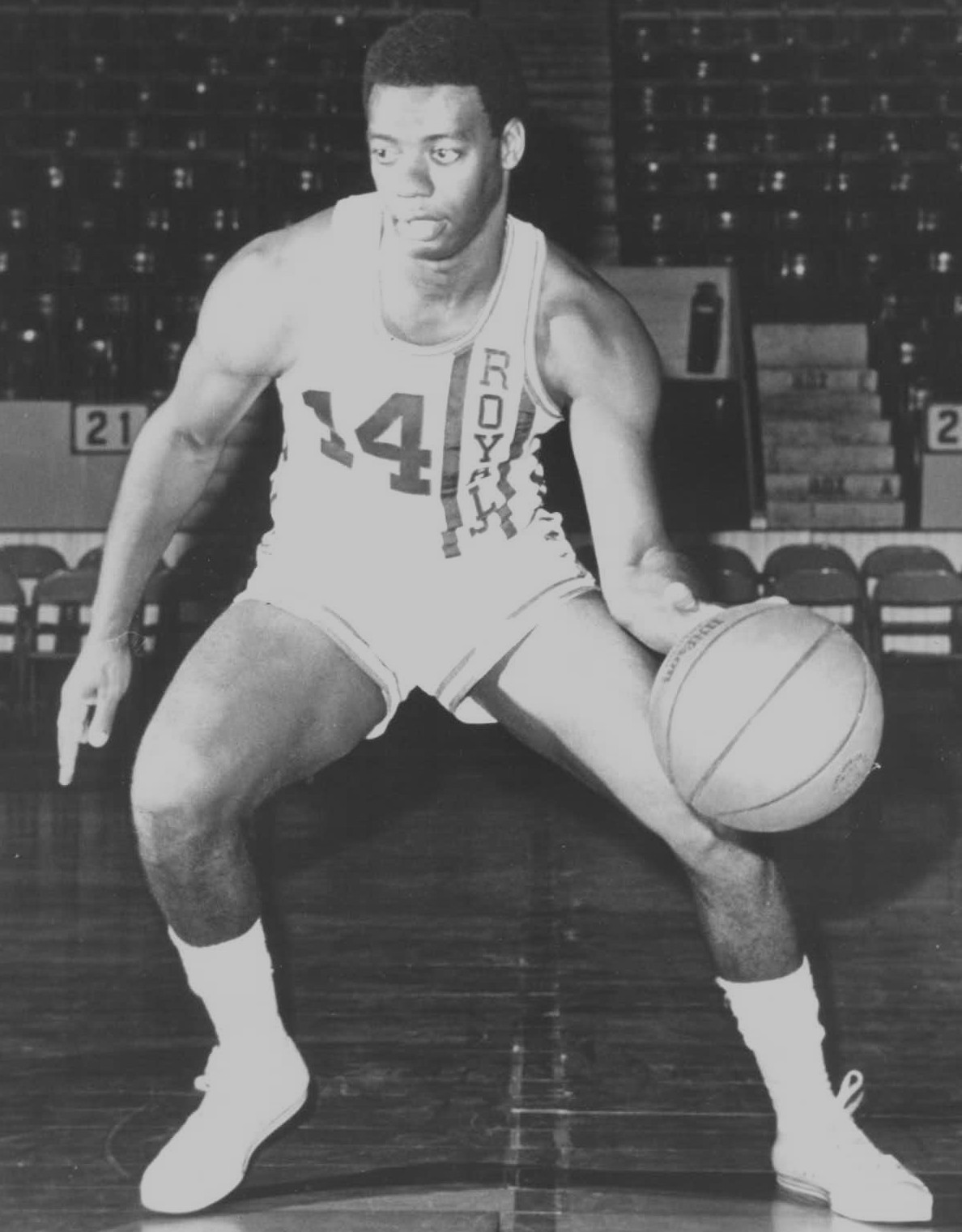
Robertson en 1960.

Fue elegido en el Draft de la NBA de 1960 como elección territorial como número 1 por los Cincinnati Royals, ofreciéndole un contrato de 33.000 dólares anuales, lo cual resarcía sus años de pobreza durante su infancia, en la que no podía ni comprar un balón de baloncesto. Había sido tentado con anterioridad por el equipo de exhibición de los Harlem Globetrotters, pero desestimó su oferta. No tardó en demostrar que la franquicia no se había equivocado en su elección: terminó la temporada con unos increíbles promedios de 30,5 puntos, 10,1 rebotes y 9,7 asistencias, apartado en el que lideró la liga, consiguiendo casi un triple-doble de promedio. Por su espectacular demostración, fue elegido Rookie del Año, incluido en el Mejor quinteto de la NBA (algo que ocurriría en sus 9 primeros años como profesional) e hizo su primera aparición en un All-Star Game, algo que se repetiría hasta en doce ocasiones a lo largo de su carrera. Para rematar la temporada, fue también elegido MVP del All-Star Game, tras conseguir 23 puntos, 14 asistencias y 9 rebotes en la victoria del Oeste sobre el Este. A pesar de todo ello, el equipo acabó la temporada regular con un mal balance de 33 victorias y 46 derrotas, acabando últimos de la División Oeste, y sin opción de jugar los playoffs.

##### 1961-1962: Una temporada de récord
En la temporada 1961-62, Robertson escribió una página dorada en la historia de la NBA. Ese año se convirtió en el primer jugador de la historia en promediar un triple-doble en una temporada completa, consiguiendo 30,8 puntos, 11,4 asistencias y 12,5 rebotes por partido. También rompió el récord de asistencias en una temporada que dos años antes había logrado Bob Cousy, pasando de 715 a 899. Los Royals consiguieron meterse en los Playoffs de la NBA de 1962; sin embargo, fueron eliminados en primera ronda por los Detroit Pistons.

##### 1962-1964: Años de esperanza

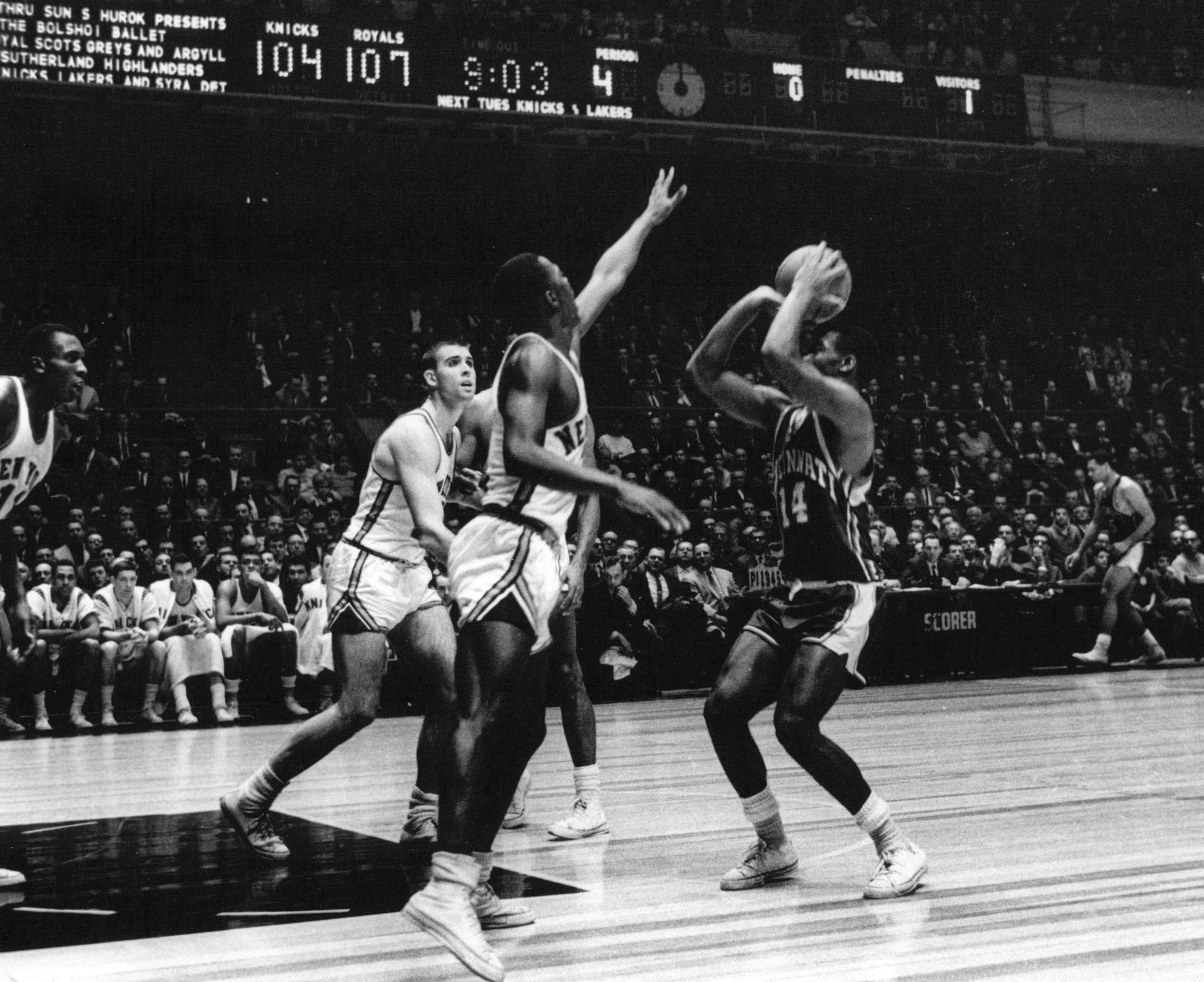
Robertson, en un partido ante los Knicks.

En la siguiente temporada, Robertson se consolidó como uno de los grandes jugadores de su generación, volviendo a promediar unos impresionantes 28,3 puntos, 10,4 rebotes y 9,5 asistencias, quedándose de nuevo a las puertas de un triple-doble. Su equipo alcanzó las finales de la División Este, pero sucumbieron en una muy igualada eliminatoria ante unos Boston Celtics liderados por su estrella Bill Russell.
En la temporada 1963-64 los Royals consiguieron un gran resultado en la fase regular, con 55 victorias y 25 derrotas, alcanzando el segundo puesto de la División Este, por detrás de nuevo de los Celtics. A las órdenes de un nuevo entrenador, Jack McMahon, Robertson prosperó, contando por primera vez en su carrera con un equipo competitivo: además de la segunda opción en ataque, Jack Twyman, los Royals se reforzaron con los hombres de juego interior Jerry Lucas y Wayne Embry, consolidando la posición de base con Adrian Smith. Robertson volvió a tener una magnífica temporada, liderando la liga en porcentaje de tiros libres, consiguiendo su mejor cifra de anotación de su carrera, con 31,4 puntos por partido, y añadiendo 9,9 rebotes y 11 asistencias por encuentro. Por todo ello, ganó el premio de MVP de la NBA, llegando a ser el único jugador, junto a los pívots Bill Russell y Wilt Chamberlain en lograrlo entre los años 1960 y 1968. Ganó también el MVP del All-Star Game de la NBA de ese año tras conseguir 26 puntos, 14 rebotes y 8 asistencias en la victoria del Este sobre el Oeste. En los Playoffs de 1964 los Royals vencieron en primera ronda a unos Philadelphia 76ers liderados por Wilt Chamberlain, pero volvieron a caer en la final de división ante los Celtics por 4 victorias a 1.

##### 1964-1970: Los títulos no llegan
A partir de la temporada 1964-65, las cosas se tuercen en los Royals. A pesar de que Robertson sigue desplegando su mejor juego, sin bajar nunca de los 24,7 puntos, 6,0 rebotes y 8,1 asistencias por partido en los seis siguientes años, el equipo es eliminado en tres ocasiones consecutivas en primera ronda de playoffs, entre 1965 y 1967, perdiéndose incluso el acceso a los mismos entre 1968 y 1970. El público comenzó a dar la espalda al equipo, y en la temporada 1969-70, los dueños de la franquicia, en un intento de reconciliarse con este, hicieron que un veterano de 41 años, el legendario base de los Celtics Bob Cousy, que en ese momento ejercía labores de entrenador, compartiera con Robertson durante 7 partidos las labores de mando del equipo. A pesar de ello, los Royals fracasaron de nuevo en su intento de alcanzar los playoffs.

#### Milwaukee Bucks (1970-1974)

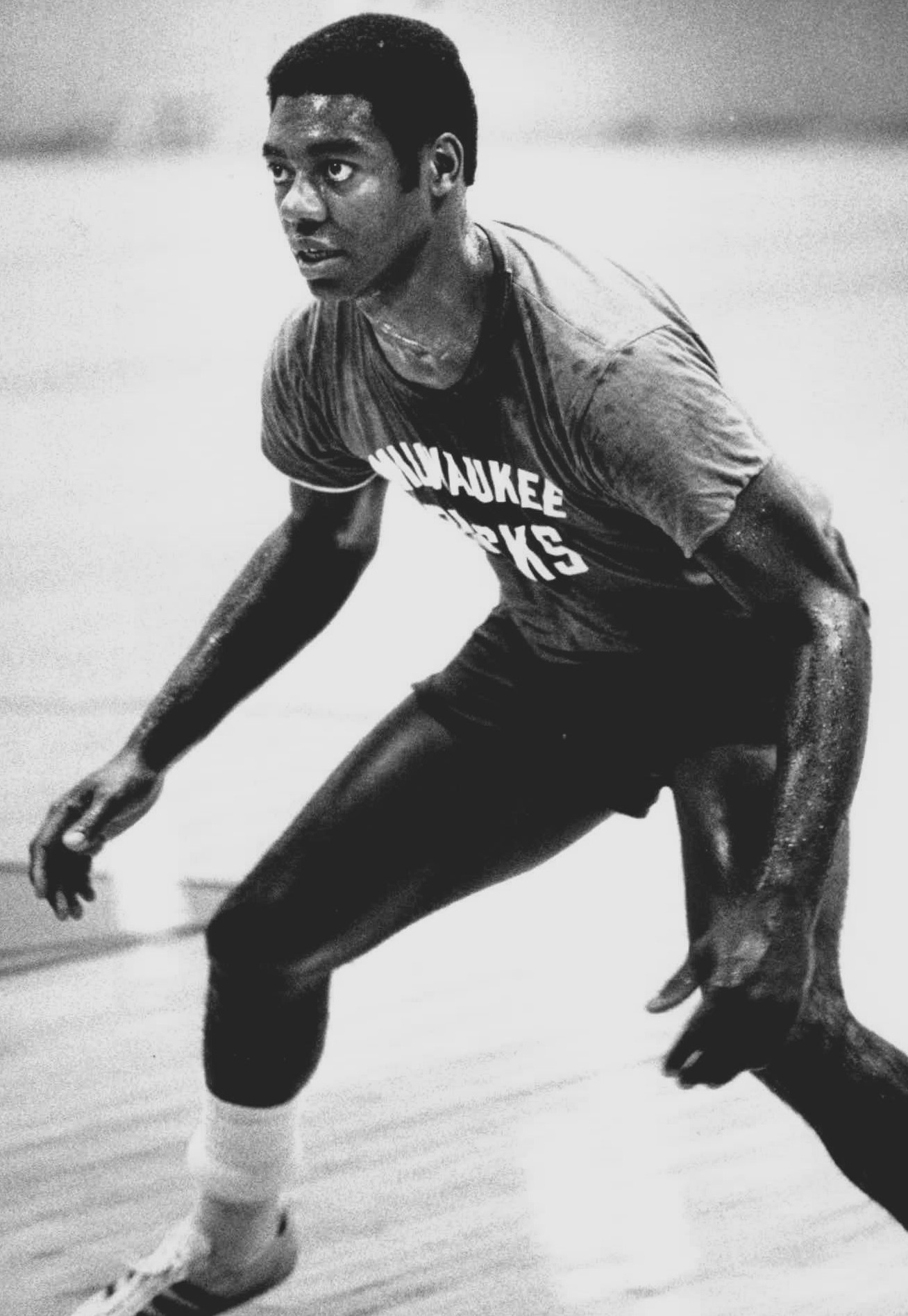
Robertson, en su etapa con los Bucks.

Antes de comenzar la temporada 1970-71 de la NBA, los Royals conmocionaron al mundo del baloncesto al traspasar a Robertson a Milwaukee Bucks a cambio de Flynn Robinson y Charlie Paulk. Oficialmente, no se dieron razones para el traspaso, sin embargo, muchos expertos coincidieron en que los motivos no eran otros que los celos que Cousy tenía por la atención que Robertson despertaba. Este declaró en su día: "Pienso que (Cousy) se equivoca, y eso nunca lo olvidaré".
Sin embargo, el traspaso fue providencial para el veterano de 32 años Robertson. Tras haber jugado durante diez años en un equipo sin posibilidades, se encontró en los Bucks con un joven Lew Alcindor, que llegaría a ser el máximo anotador de la historia de la NBA con el nombre de Kareem Abdul-Jabbar. Con Alcindor en el poste bajo y Robertson dirigiendo al equipo, consiguieron acabar la temporada regular con 66 victorias y 16 derrotas, la mejor marca de la liga, incluida una racha de 20 victorias consecutivas, en aquel año récord de la NBA. Culminaron su excelente temporada con un dominante balance de 12 victorias y 2 derrotas en los Playoffs de 1971, arrollando en la final a Baltimore Bullets por 4 a 0. Por primera vez en su carrera conseguía un título del nivel de la NCAA o de NBA.
A pesar de su edad, ya con 33 años, siguió demostrando que era una pieza clave para su equipo. Junto con Abdul-Jabbar, ganó dos títulos más de división en 1972 y 1973. En su última temporada como profesional tuvo la oportunidad de redondear su carrera deportiva con un segundo anillo de campeón, llegando a las Finales de 1974, pero en ellas se encontraron con los Boston Celtics y con un muy inspirado Dave Cowens, perdiendo por un ajustado 4-3. Como testamento de su importancia en los Bucks, en la siguiente temporada, ya con Robertson retirado, los Bucks ocuparon la última plaza de su división, con un balance de 38 victorias y 44 derrotas, todo ello a pesar de seguir contando con Abdul-Jabbar.

##### El "Oscar Robertson suit"
Desde una perspectiva histórica, la mayor contribución de Robertson al baloncesto profesional no fue en la cancha, sino en los tribunales de justicia. 1970 fue el año del denominado "Oscar Robertson suit", un movimiento en favor del derecho de la competencia contra la liga. Recibió su nombre porque en ese momento Robertson era el presidente de la Asociación de Jugadores. En dicho movimiento se propuso la fusión de la ABA y la NBA, la revisión de la estructura del Draft de la NBA y la creación de los hoy en día denominados agentes libres. Hasta ese momento, los clubes eran los propietarios en exclusiva de los jugadores, los cuales tenían prohibido hablar con otros equipos mientras tuviesen contrato en vigor. Seis años después de que fuera archivado el caso, se alcanzó por fin un acuerdo entre clubes y jugadores, que conllevó además un aumento de los sueldos de estos.

## Estadísticas de su carrera en la NBA
|  | Denota temporadas en las que fue Campeón de la NBA |
|  | Líder de la liga                                   |

### Temporada regular
| Año      | Equipo     | PJ    | PT | MPP  | %TC  | %TL  | RPP  | APP  | ROB | TPP | PPP  |
| -------- | ---------- | ----- | -- | ---- | ---- | ---- | ---- | ---- | --- | --- | ---- |
| 1960–61  | Cincinnati | 71    |    | 42.7 | .473 | .822 | 10.1 | 9.7  |     |     | 30.5 |
| 1961–62  | Cincinnati | 79    |    | 44.3 | .478 | .803 | 12.5 | 11.4 |     |     | 30.8 |
| 1962–63  | Cincinnati | 80    |    | 44.0 | .518 | .810 | 10.4 | 9.5  |     |     | 28.3 |
| 1963–64  | Cincinnati | 79    |    | 45.1 | .483 | .853 | 9.9  | 11.0 |     |     | 31.4 |
| 1964–65  | Cincinnati | 75    |    | 45.6 | .480 | .839 | 9.0  | 11.5 |     |     | 30.4 |
| 1965–66  | Cincinnati | 76    |    | 46.0 | .475 | .842 | 7.7  | 11.1 |     |     | 31.3 |
| 1966–67  | Cincinnati | 79    |    | 43.9 | .493 | .873 | 6.2  | 10.7 |     |     | 30.5 |
| 1967–68  | Cincinnati | 65    |    | 42.5 | .500 | .873 | 6.0  | 9.7  |     |     | 29.2 |
| 1968–69  | Cincinnati | 79    |    | 43.8 | .486 | .838 | 6.4  | 9.8  |     |     | 24.7 |
| 1969–70  | Cincinnati | 69    |    | 41.5 | .511 | .809 | 6.1  | 8.1  |     |     | 25.3 |
| 1970–71  | Milwaukee  | 81    |    | 39.4 | .496 | .850 | 5.7  | 8.2  |     |     | 19.4 |
| 1971–72  | Milwaukee  | 64    |    | 37.3 | .472 | .836 | 5.0  | 7.7  |     |     | 17.4 |
| 1972–73  | Milwaukee  | 73    |    | 37.5 | .454 | .847 | 4.9  | 7.5  |     |     | 15.5 |
| 1973–74  | Milwaukee  | 70    |    | 35.4 | .438 | .835 | 4.0  | 6.4  | 1.1 | .1  | 12.7 |
| Total    | Total      | 1,040 |    | 42.2 | .485 | .838 | 7.5  | 9.5  | 1.1 | .1  | 25.7 |
| All-Star | All-Star   | 12    | 10 | 31.7 | .512 | .714 | 5.8  | 6.8  |     |     | 20.5 |

### Playoffs
| Año   | Equipo     | PJ | MPP  | %TC  | %TL  | RPP  | APP  | ROB | TPP | PPP  |
| ----- | ---------- | -- | ---- | ---- | ---- | ---- | ---- | --- | --- | ---- |
| 1962  | Cincinnati | 4  | 46.3 | .519 | .795 | 11.0 | 11.0 |     |     | 28.8 |
| 1963  | Cincinnati | 12 | 47.5 | .470 | .864 | 13.0 | 9.0  |     |     | 31.8 |
| 1964  | Cincinnati | 10 | 47.1 | .455 | .858 | 8.9  | 8.4  |     |     | 29.3 |
| 1965  | Cincinnati | 4  | 48.8 | .427 | .923 | 4.8  | 12.0 |     |     | 28.0 |
| 1966  | Cincinnati | 5  | 44.8 | .408 | .897 | 7.6  | 7.8  |     |     | 31.8 |
| 1967  | Cincinnati | 4  | 45.8 | .516 | .892 | 4.0  | 11.3 |     |     | 24.8 |
| 1971  | Milwaukee  | 14 | 37.1 | .486 | .754 | 5.0  | 8.9  |     |     | 18.3 |
| 1972  | Milwaukee  | 11 | 34.5 | .407 | .833 | 5.8  | 7.5  |     |     | 13.1 |
| 1973  | Milwaukee  | 6  | 42.7 | .500 | .912 | 4.7  | 7.5  |     |     | 21.2 |
| 1974  | Milwaukee  | 16 | 43.1 | .450 | .846 | 3.4  | 9.3  | .9  | .3  | 14.0 |
| Total | Total      | 86 | 42.7 | .460 | .855 | 6.7  | 8.9  | .9  | .3  | 22.2 |

## Vida posterior

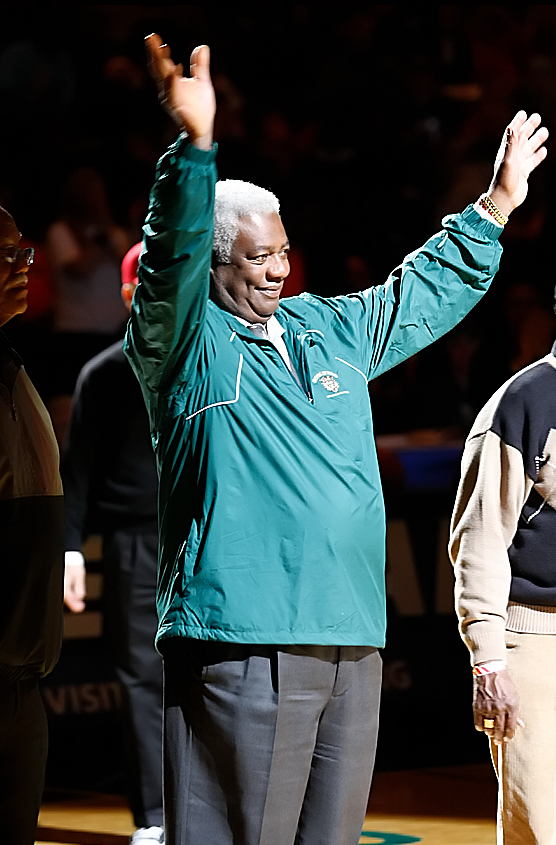
Robertson, en 2010.

Tras retirarse como jugador en activo, Robertson se involucró en mejorar las condiciones de vida de sus conciudadanos de Indianápolis, en especial la de los Afroamericanos. Además, trabajó como comentarista para la cadena CBS en los partidos televisados durante la temporada 1974-75.
Años después de dejar las canchas, los Kansas City Kings, el equipo "heredero" de los Royals, retiró su camiseta con el número 14. Dicho honor continúa vigente en su nueva sede de Sacramento. Los Bucks también retiraron su camiseta con el número 1 que lució en las cuatro temporadas que jugó allí. Desde 1994, una estatua de bronce preside la entrada del estadio de los Bearcats en Cincinnati. Robertson sigue acudiendo de vez en cuando a ver los partidos de su exequipo universitario.
El 17 de noviembre de 2006 vio reconocido el impacto que causó en el baloncesto universitario siendo elegido uno de los cinco primeros miembros del recién inaugurado Salón de la Fama del Baloncesto Universitario, junto con John Wooden, Bill Russell, Dean Smith y James Naismith.

## Logros y reconocimientos

### Universidad
- Jugador del año universitario (1958, 1959, 1960).
- Mejor quinteto universitario del año (1958, 1959, 1960).
- All-America (1958).
- Tercer máximo anotador de la historia de la División I de la NCAA (2.973, 33,8 puntos por partido) en 88 partidos.
- Lideró la nación en anotación con 35,1 puntos por partido en 1958; 32,6 en 1959 y 33,7 en 1960; primer jugador de la historia en alcanzar estas cifras.
- Estableció 14 récords de la NCAA.
- Estableció 16 récords de la Missouri Valley Conference.
- Estableció 19 récords de la Universidad de Cincinnati.
- Mejor quinteto de la Missouri Valley Conference (1958, 1959, 1960).
- Llevó a los Bearcats a la Final Four en 1959 y 1960.
- Lideró a Cincinnati para un récord de 79 victorias y 9 derrotas en 3 años.
- Anotó 62 puntos, el máximo de su carrera, ante North Texas State (1959-60).
- Nombrado Sophomore (jugador de 2º año) del año por la revista Dell Magazine (1958).
- Anotó 56 puntos ante Seton Hall en el Madison Square Garden (1958).
- Anotó al menos 30 puntos en 9 partidos consecutivos (1958).
- Llegó a ser el primer sophomore nombrado Jugador del Año (1958).
- Primer jugador en ganar el premio de Jugador del Año en 3 ocasiones.
- Cincinnati retiró su camiseta con el número 14 como homenaje.[11]

### Profesional
- Campeón de la NBA en 1971.
- Rookie del Año en 1961.
- MVP (Mejor jugador de la liga) en 1964.
- Elegido en el mejor quinteto de la liga en 9 ocasiones.
- Participó en 12 All-Star Game.
- Elegido 3 veces MVP del All-Star Game de la NBA (1961, 1964 y 1969).
- Segundo máximo anotador de la historia de los All-Star (246 puntos, 20,5 por partido).
- Se retiró de la NBA como el segundo máximo anotador de la historia.
- Lideró la clasificación de máximos anotadores en 1968 (29,2 puntos por partido).
- Líder en la clasificación de mayor número de triples-dobles de la historia, con 181, hasta que fue superado por Russell Westbrook el 11 de mayo de 2021.[28]
- Consiguió promediar un triple-doble durante la temporada 1962, su segundo año como profesional (30,8 ppp, 12,5 rpp, 11,4 app). Se convirtió en el primer jugador en alcanzar dicha marca, el más joven en conseguirlo y, desde 2017, junto con Russell Westbrook, uno de los dos únicos jugadores en conseguirlo.
- Lideró la liga en asistencias en 6 ocasiones (1961 (9,7 app), 1962 (11,4), 1964 (11,0), 1965 (11,5), 1966 (11,1) y 1969 (9,8)).
- Se retiró como el líder histórico de asistencias de la liga, con 9.987, 9,5 por partido.
- Primer jugador de la historia en liderar las clasificaciones de anotadores y asistencias el mismo año (1968).
- Primer base en liderar a su equipo en rebotes (1962).
- Líder histórico de la franquicia de los Royals, hoy Sacramento Kings, en puntos (22.009) y asistencias (7.731).
- Elegido como uno de los 50 mejores jugadores de la historia de la NBA en 1996.
- Miembro del Basketball Hall of Fame desde 1980.[11]
- Elegido en el Equipo del 75 aniversario de la NBA en 2021.

## Libros
- Robertson, Oscar. El arte del baloncesto: Una guía para mejorar los fundamentos del juego (1998) ISBN 978-0-9662483-0-2
- Robertson, Oscar. The Big O: Mi vida, mis tiempos, mi juego (2003) ISBN 1-57954-764-8 autobiográfico
- Grace, Kevin. "Cincinnati Hoops." Chicago, IL: Arcadia, 2003.
- Grace, Kevin; Hand, Greg; Hathaway, Tom; y Hoffman, Carey. "Bearcats! La historia del baloncesto en la Universidad de Cincinnati." Louisville, KY: Harmony House, 1998.